# عزلت

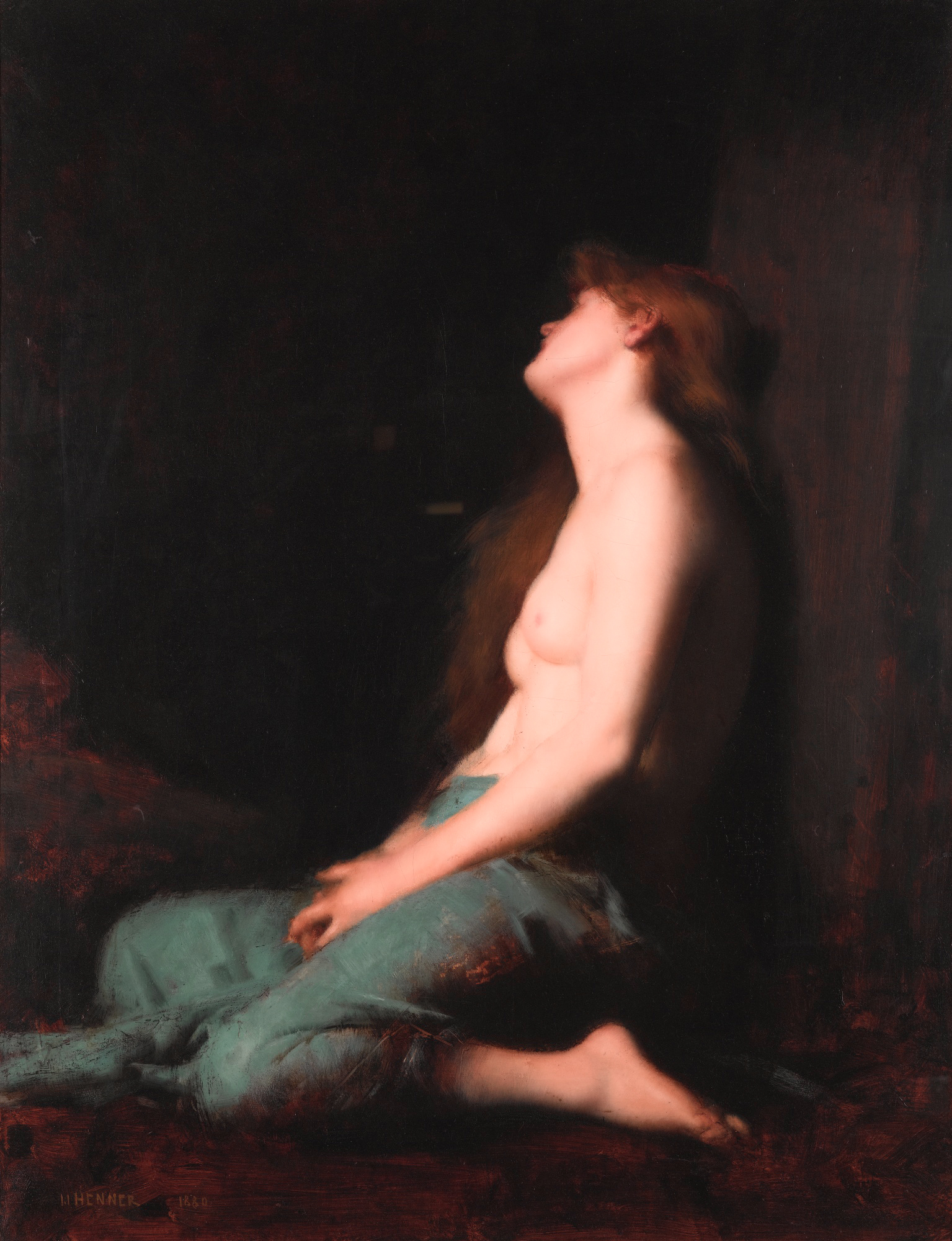
زنی در عزلت

عزلت، به حالت خلوت یا انزوا یعنی عدم ارتباط با مردم گفته می‌شود که بسته به شرایط می‌تواند تأثیرات مثبت و منفی داشته باشد. خلوت کوتاه مدت اغلب به عنوان زمانی ارزیابی می‌شود که فرد بدون مزاحمت ممکن است کار کند، فکر کند یا استراحت کند. ممکن است به خاطر حفظ حریم خصوصی مطلوب باشد. خلوت طولانی مدت نامطلوب ممکن است ناشی از روابط نامناسب، از دست دادن عزیزان ، انتخاب عمدی، بیماری عفونی، اختلالات روانی، اختلالات عصبی یا شرایط استخدام یا موقعیت خاص باشد.
صاحبنظران بین عزلت و تنهایی فرق می‌گذارند. از این لحاظ، این دو واژه به ترتیب به لذت و درد تنها بودن اشاره دارند.